# Orrin
Orrin – jednostka osadnicza w Stanach Zjednoczonych, w stanie Dakota Północna, w hrabstwie Pierce.